# Dhiae Boudoumi
Dhiae Cherif Boudoumi, né le 16 novembre 2001, est un athlète algérien spécialisé dans le décathlon.
Dhiae Boudoumi gained his first international experience in 2023 when he won the silver medal in the decathlon at the Arab Games in Algiers with 7019 points, behind his compatriot Larbi Bourrada . The following year he secured the bronze medal at the African Games in Accra with 6943 points, behind South Africa's Fredriech Pretorius and Edwin Kipmutai Too from Kenya. He also missed the final in the long jump with a jump of 7.16 m and finished seventh with the Algerian 4 x 400 m relay in 3:08.08 min. In June he won the silver medal in the decathlon at the African Championships in Douala with 7215 points, behind his compatriot Larbi Bourrada. In 2025 he won the Arab Championships in Oran with 7501 points .
In 2023, Boudoumi became Algerian champion in the decathlon.

## Carrière
En 2023, Dhiae Boudoumi acquiert sa première expérience internationale, lorsqu'il a remporté la médaille d'argent du décathlon derrière son compatriote Larbi Bourrada aux Jeux panarabes à Alger avec 7019 points. 
L'année suivante, il remporte la médaille de bronze derrière le Sud-Africain Fredriech Pretorius et Edwin Kipmutai Too du Kenya lors des Jeux africains 2023 à Accra avec, 6943 points.
En outre, il a raté la finale en saut en longueur avec 7,16 m et a pris la septième place avec le relais algérien de 4 par 400 mètres en 3 min 08s 08.
En 2023, Boudoumi est devenu champion algérien de décathlon.

## Palmarès
| Date | Compétition            | Lieu   | Résultat | Épreuve   | Marque       |
| ---- | ---------------------- | ------ | -------- | --------- | ------------ |
| 2023 | Jeux panarabes         | Oran   | 2e       | Décathlon | 7 019 pts    |
| 2024 | Jeux africains         | Accra  | 3e       | Décathlon | 6 943 pts    |
| 2024 | Jeux africains         | Accra  | 7e       | 4 × 400 m | 3 min 8 s 08 |
| 2024 | Championnats d'Afrique | Douala | 2e       | Décathlon | 7 215 pts    |